# Sexy Summer ni yuki ga furu (bài hát)
Sexy Summer ni Yuki ga Furu là một đĩa đơn của nhóm nhạc nam Sexy Zone. Và được phát hành vào ngày 03/10/2012.

## Thông tin
- Tiếp nối với đĩa đơn thứ hai của nhóm, khoảng 6 tháng sau, đĩa đơn thứ ba của nhóm được phát hành và mang tên Sexy Summer ni Yuki ga Furu
- Đĩa đơn thứ ba này được phát hành gồm 2 phiên bản thường và 1 phiên bản giới hạn.[1]
- Bài hát Sexy Summer ni Yuki ga Furu được chọn làm bài hát chủ đề cho TV Show Real Scope Hyper (リアルスコープ).
- Bài hát Kimi no tame Boku ga iru (キミのため ボクがいる) cũng được chọn làm Image song cho 2012 FIVB Women's World Olympic Qualification Tournament.
- Trong đĩa đơn lần này, bài hát Ame datte (雨だって) được trình bày bởi nhóm nhỏ mới Sexy Boyz (Nhóm nhỏ gồm có Matsushima Sou, Marius Yo của Sexy Zone và 6 thành viên của Johnny’s Jr. là Jinguji Yuta, Nakamura Reia, Kuramoto Kaoru, Haniuda Amu, Nishihata Daigo và Nagase Ren.)[2].

## Xếp hạng
Vị trí đĩa đơn trên bảng xếp hạng Oricon
- Vị trí trong tuần đầu (hạng 1)

Vị trí đĩa đơn trên bảng xếp hạng Billboard
- Hạng 1 (Billboard JAPAN HOT 100) (2012)
- Hạng 1 (Billboard JAPAN Hot Singles Sales) (2012)

## Ca khúc trong đĩa

### CD

#### Phiên bản giới hạn
1. Sexy Summer ni Yuki ga furu
Lời: Miura Yoshiko, Nhạc: Janne Hyoty & Martin Grano
2. Kimi no tame, boku ga iru
Lời: Satou Shori, Nhạc: Anders Dannvik & Takuya Harada & DAICHI
3. Ame datte - Sexy Boyz
Lời: Ihashi Naruya, Nhạc: Fredrik Samsson & Ihashi Naruya

#### Phiên bản thường
1. Sexy Summer ni Yuki ga furu
Lời: Miura Yoshiko, Nhạc: Janne Hyoty & Martin Grano
2. Kimi no tame, boku ga iru
Lời: Satou Shori, Nhạc: Anders Dannvik & Takuya Harada & DAICHI
3. Ame datte - Sexy Boyz
Lời: Ihashi Naruya, Nhạc: Fredrik Samsson & Ihashi Naruya
4. Bayside Elegy
Lời: zopp, Nhạc: Anders Wigelius & Erik Wigelius
5. Sexy Summer ni Yuki ga furu (Inst)
6. Kimi no tame, boku ga iru (Inst)
7. Ame datte - Sexy Boyz (Inst)

### DVD
Phiên bản giới hạn A
Sexy Summer ni Yuki ga furu (PV)
Phiên bản giới hạn B
Sexy Summer ni Yuki ga furu (Making + Photo booklet)